# Davey Boy Smith
Davey Boy Smith (né le 27 novembre 1962 à Golborne et mort le 18 mai 2002 à Invermere) est un catcheur (lutteur professionnel) britannique.

## Biographie
Davey Boy Smith a été entraîné par Ted Betley à Winwick, Angleterre, avant d'aller à Calgary, Alberta, Canada, pour s'entraîner dans le Donjon de Stu Hart. C'est à cette période qu'il rencontre la fille de Stu et Helen Hart, Diana, qu'il épousera en 1984[réf. nécessaire]. Ils auront deux enfants, Harry Smith (2 août 1985), qui a aujourd'hui pris la relève en tant que catcheur et Georgia (26 septembre 1987).
Davey Boy Smith est mort le 18 mai 2002 à la suite d'une crise cardiaque, des suites de l'usage de stéroïdes anabolisants.

## Carrière

### Débuts
Davey Boy Smith apparaît pour la première fois sur ITV World of Sport quand il a seulement 16 ans, il catche sous le nom de Young David avec son cousin Tom Billington (Dynamite Kid). Il est repéré par Bruce Hart, qui recherche de jeune talent en Angleterre et les ramènent au Canada pour catcher chez Stu Hart avec son cousin. Stu Hart et Roy Wood entraînent Davey Boy dans le fameux "Dungeon" et Smith devient un catcheur clé de la Stampede Wrestling. Durant sa carrière à la Stampede, Smith commence une guerre avec Dynamite Kid, et le 9 juillet 1982, Smith remporte son premier titre en battant Dynamite Kid pour le titre de Stampede British Commonwealth Mid-Heavyweight.

### New Japan Pro Wrestling/All Japan Pro Wrestling (1983-1984)
En 1983, Smith entame une carrière internationale à la New Japan Pro Wrestling où il commence des histoires avec Dynamite Kid et The Cobra (George Takano) pour le titre de NWA Jr. Heavyweight. Le 7 février 1984, un three-way, one-night tournament est lancé, et le Kid remporte le tournoi en battant Smith par décompte extérieur, et the Cobra par tombé. Après le tournoi, Smith et le Kid forment une équipe à la New Japan et à la Stampede Wrestling sous le nom des British Bulldogs. En 1984, the Bulldogs vont chez la fédération rivale de la New Japan, la All Japan Pro Wrestling juste après avoir commencé un tournoi par équipe. The Bulldogs font sensation lors de ce tournoi et attire le regard de la World Wrestling Federation.

### World Wrestling Federation (1985-1988)
Les Bulldogs sont engagés par la World Wrestling Federation où ils rejoignent les beaux-frère de Smith, Bret "the Hitman" Hart et Jim "the Anvil" Neidhart. LesBulldogs partent en feu contre Bret Hart et Jim Neidhart, qui forment la Hart Foundation. Puis les Bulldogs feud contre la Dream Team (Greg Valentine et Brutus Beefcake). À WrestleMania 2, avec "Captain" Lou Albano, ils battent la Dream Team pour le WWF World Tag Team Championship le 7 avril 1986,.
En janvier 1987, les Bulldogs perdent le titre contre la Hart Foundation[réf. nécessaire]. Ils prendront ensuite comme mascotte, un bulldog anglais nommé Matilda, puis eurent des rivalités avec les Islander, Demolition et les Frères Rougeaux
Dinamite Kid quittera ensuite la WWF et Smith le suivra.

### Stampede et All Japan (1989-1990)
Après la WWF, les Bulldogs retournent à la Stampede et à la All Japan.
Après une blessure due à un accident de voiture, Smith est éloigné des rings ; à son retour, les Bulldogs continuent à la All Japan contre les équipes, Dean Malenko et Joe Malenko, Kenta Kobashi et Tsuyoshi Kikuchi et les Nasty Boys. Mais des problèmes personnels entre Kid et Smith entraînent leur séparation et Smith retourne à la WWF.

### World Wrestling Federation (1990-1992)
Après s'être disputé avec son cousin, le Dynamite Kid, le British Bulldog revient seul à la WWF. Il va catcher contre divers lutteurs, mais sans jamais vraiment concourir pour un titre de champion. De SummerSlam (1990) à WrestleMania VII, il rivalise contre le Warlord (anciennement membre de power of pain), et gagnera son match contre lui à Wrestlemania. C'est alors que petit à petit, après la victoire de Bret Hart sur Piper pour reconquérir le titre intercontinental, le British Bulldog, devient le challenger no 1 pour le WWF Intercontinental Championship détenu par Bret Hart.
Au SummerSlam 1992, à l'issue d'un match incroyable de 25 minutes, qui sera considéré comme l'un des plus grands de l'histoire de Summerslam (match de l'année 1992), le british Bulldog remporte le titre intercontinental à Londres, devant son public. Après la victoire du Bulldog, Bret vient le féliciter et le serre dans ses bras.
Au Saturday Night's Main Event 1992, il perd son titre de WWF Intercontinental Champion au profit de Shawn Michaels après s'être blessé au dos. Il aura un match revanche contre le HeartBreak Kid mais ne parviendra pas à récupérer le titre.
Son contrat est résilié à la suite d'un contrôle positif aux stéroïdes.

### World Championship Wrestling (1993)
Davey Boy Smith signe une année de contrat à la WCW en 1993, après avoir été écarté de la WWF pour usage de stéroïdes. Il va s'allier à maintes reprises à Sting contre Rick Rude et Vader. Il aura quelques matchs de championnats, mais ne gagnera jamais de ceinture à la WCW.

### World Wrestling Federation (1994-1997)
Le Bulldog fait sa réapparition à la WWF le soir du Summerslam 1994, en tant que spectateur du Cage match opposant ses deux beaux-frères, Bret et Owen, pour le titre de champion WWF. À la fin du combat remporté par Bret, Jim Neidhart frappe le Bulldog, s'enferme avec Owen dans la cage et tabasse Bret. Le Bulldog intervient alors en rentrant dans la cage pour délivrer Bret. Bret et Davey boy vont faire équipe à plusieurs reprises contre Owen et Neidhart. Puis aux Survivor Series, le Bulldog revient enfin dans un main event aux côtés de Marty Janetty, Razor Ramon, et les Headshrinkers contre l'équipe de Shawn Michaels. Il se fait éliminer par décompte extérieur en se battant avec Owen et Jim Neidhart. Il sera ensuite le manager de Bret sur le côté du ring pour le WWF Championship match.
Lors du Royal Rumble, il rentre en no 2, juste après Michaels, et tous deux restent jusqu'à la fin. Le bulldog croit éliminer Michaels, mais ce dernier n'avait qu'un pied au sol. Michaels réintégrera le ring pour éliminer le Bulldog, qui célébrait sa victoire.
C'est la désillusion pour le bulldog, qui commencera à faire équipe avec Lex Luger, en formant allied power. Ils vont gagner tous leurs matchs, y compris celui les opposant aux frères Jacob&Eli Elue à Wrestlemania 11. Ils obtiennent alors un match de championnat par équipe contre les nouveaux champions, Owen Hart et Yokozuna, qui avaient battus les smoking guns à wrestlemania. Ils perdent, et le bulldog repart en solo.
Il va faire équipe lors d'un match avec Diesel, et là il fait un heel-turn.
À In Your House 1995, il remplace Owen Hart, absent, pour un match par équipe avec Yokozuna contre Shawn Michaels et Diesel pour les titres par équipe, intercontinental et WWE Championship. Smith ne finira pas le match étant KO à l'extérieur du ring.
Il va avoir un superbe match de championnat contre Bret Hart, mais perdra celui-ci. Il va s'allier alors à Yokozuna et Owen Hart, formant ainsi le clan cornette, et à la suite de l'exclusion de Yokozuna du clan Cornette, car ce dernier ne s'entendait pas avec Vader, il va faire équipe avec Owen Hart et Vader contre Ahmed Johnson, Jake roberts et yokozuna à Wrestlemania 12. Puis il va feuder contre Shawn Micheals, ce qui l’amènera à un match de championnat contre Shawn Michaels peu de temps après Wrestlemania 12.
Il fait ensuite équipe avec Owen Hart, son beau-frère et ils remportent les titres par équipe face aux Smoking Gunns. Ils vont garder le titre face à beaucoup d'opposants, gagneront aux Survivor Series 1996.
La feud entre Bret Hart et Stone Cold bat son plein quand Bret Hart décide de reformer la Hart foundation, composée des deux frères Hart, le Bulldog, Jim Neidhart et Brian Pillman. Cette version 1997 de la Foundation était une équipe pro-canadienne et anti-américaine. C'est certainement l'alliance la plus puissante que la wwe ait connue, puisqu'ils ont eu tous les titres. En février 1997, il devient le premier European Champion en battant Owen Hart lors d'une finale d'un tournoi à Berlin (il est celui qui aura gardé le plus longtemps le titre européen, avec 206 jours). Ils perdront le titre par équipe contre Stone Cold/Shawn Michaels. En juillet 1997, à In Your House 16:Canadian Stampede qui se passait à Calgary, a lieu un combat opposant la Hart Foundation à Stone Cold, les Legion of Doom, Goldust et Ken Shamrock gagnée par la Hart Foundation.
Au SummerSlam 97, Smith conserve son titre européen face à Shamrock, la Foundation a tous les titres, puisque Bret est le champion WWF, Owen le champion IC, et Smith le champion européen. Il perdra son titre face à Shawn Michaels à One Night Only 1997. Après le Montreal Screwjob aux Survivor Series 1997, il suit Neidhart et Hart pour aller à la WCW.

### World Championship Wrestling (1998)
Smith rejoint la World Championship Wrestling et immédiatement s'attaque à Steve McMichael, Smith et Jim Neidhart après avoir fait équipe, se procurent plusieurs occasions pour des matchs pour le titre WCW World Tag Team Championship, mais ratent le sacrement.
Smith se blesse au dos en avril 1998, à cause de la trappe située sous le ring, celle-là même qui permettait au Ultimate Warrior d'apparaitre sur le ring au milieu de la fumée. Il quitte les rings pendant un mois. En septembre 1998, il se blesse à nouveau lors d'un match à Fall Brawl 1998 avec Neidhart contre les Dancing Fools, Disco Inferno et Alex Wright. À la suite d'une infection due à ses blessures, il quitte les rings pendant 6 mois. En 1998, il est remercié par la WCW.

### World Wrestling Federation (1999-2000)
Smith revint à la WWF en septembre 1999, après la mort de Owen Hart dans un accident sur le ring. Conformément à la nouvelle société " L'ère Attitude ", Smith a commencé à lutter dans des jeans au lieu de son habituel Union Flag ornées de collants et sa musique thème a été changée de « Rule, Britannia! " pour un remix de ce thème particulier, et plus tard à la musique rock (avec les sons d'un chien qui aboie que la chanson a commencé) que le WWF utilisé pour la plupart de son talent à l'époque.
Il revient à la WWF à la mi-1999,Smith part à la chasse du WWF Championship, ce qui conduira à des rivalités avec The Rock et Triple H pour le titre. Il participe au 6-Pack Challenge au Unforgiven 1999, qui sera remporté par HHH. Lors à No Mercy 1999, il affronte The Rock ou lequel il perd.Il remportait le titre européen contre D'Lo Brown dans une édition de WWE SmackDown, il perdra le titre au profit de Val Venis à Armaggedon 1999. Il participe au Rumble 2000, mais se fait éliminer en treizième position par Road Dogg. Sa dernière apparition à la WWF était le 6 mai 2000, lors d'Insurrextion contre Crash Holly et remportait le Championnat Hardcore. Le dernier match de Smith était face à Eddie Guerrero (qui était champion d’Europe à l'époque) en accusant dans les vestiaires que Guerrero ne méritait pas le titre européen car il n'a pas de respect cela amène un match pour le WWE European Championship à WWF Heat en donnant un double disqualification.

## Palmarès et accomplissements
- Pro Wrestling Illustrated
  - Match de l'année en 1992 (vs. Bret Hart)[5]

- Stampede Wrestling
  - Stampede British Commonwealth Mid-Heavyweight Championship (1 fois, en 1982)
  - Stampede International Tag Team Championship (2 fois avec Bruce Hart en 1982 et 1983 et 2 fois The Dynamite Kid en 1984 et 1988)
  - Stampede d'Amérique du Nord Heavyweight Championship (2 fois, en 1984 et 1989)
  - Stampede Wrestling Hall of Fame

- World Wrestling Federation
  - WWF Intercontinental Championship (1 fois, en 1992)[6]
  - WWF European Championship (2 fois, en 1997 et 1999)[7]
  - WWF Hardcore Championship (2 fois, en 1999 et 2000)[8]
  - WWF World Tag Team Championship (2 fois) (1 fois avec The Dynamite Kid en 1986 et 1 fois avec Owen Hart et 1996)[9]
  - WWE Hall of Fame (2020)

- Wrestling Observer Newsletter
  - Équipe de l'année award en 1985 avec The Dynamite Kid[10]
  - Meilleure manœuvre de l'année 1984 pour le Power clean dropkick[11]
  - Rivalité de l'année en 1997 avec Bret Hart, Owen Hart, Jim Neidhart et Brian Pillman vs. Stone Cold Steve Austin[12]